# Radikal 39
Das Radikal 39 mit der Bedeutung „Kind“ (Samen, Saat) ist eines von 31 traditionellen Radikalen der chinesischen Schrift, die aus drei Strichen bestehen.
Dieses Schriftzeichen tritt in zahlreichen Verbindungen mit den unterschiedlichsten Bedeutungen auf. Im Kangxi-Wörterbuch gibt es lediglich 83 von 40.000 Schriftzeichen, die unter diesem Radikal zu finden sind.
Beispiele für Zusammensetzungen mit diesem Radikal sind:
| Zeichen | Erklärung |
| ------- | --- |
| 孩      | Das Schriftzeichen für Kind setzt sich zusammen aus dem Radikal 子 (= Kind) und dem Lautgeber rechts (亥 Radikal 8+4).                             |
| 孝      | Das Schriftzeichen für Kindespietät, eine wichtige konfuzianische Tugend, setzt sich zusammen aus dem Radikal 子 und dem Radikal 125 老 (= alt).+  |
| 孕      | Das Schriftzeichen für schwanger setzt sich zusammen aus dem Radikal 子 und dem Zeichen 乃 (Radikal 4+1), das hier den Mutterleib darstellen soll. |
| 孤      | Das Schriftzeichen für verwaist setzt sich zusammen aus dem Radikal 子 und dem Lautgeber 瓜, eigentlich Melone (Radikal 97).                       |

Als Lautträger tritt 子 in Zeichen auf wie 仔 (= Junges), 孜 (= emsig) und 籽 (= Saat).

## Schriftzeichenverbindungen, die vom Radikal 39 regiert werden
| Striche | Zeichen                    |
| ------- | -------------------------- |
| +0      | 子 孑 孒 孓                |
| +01     | 孔                         |
| +02     | 孕                         |
| +03     | 孖 字 存 孙                |
| +04     | 孚 孛 孜 孝 孞 斈          |
| +05     | 孟 孠 孡 孢 季 孤 孥 学 孧 |
| +06     | 孨 孩 孪                   |
| +07     | 孫 孬 孭                   |
| +08     | 孮 孯 孰 孲                |
| +09     | 孱                         |
| +10     | 孳 孴 孶                   |
| +11     | 孵 孷                      |
| +13     | 學 孹                      |
| +14     | 孺 孻                      |
| +16     | 孼                         |
| +17     | 孽 孾                      |
| +19     | 孿                         |

 Im Unicodeblock Kangxi-Radikale ist das Radikal 39 unter der Codepointnummer 12.070 (U+2F26) codiert.